# Дијаковац
Дијаковац је насељено мјесто града Грубишног Поља, у Бјеловарско-билогорској жупанији, Република Хрватска.

## Географија
Дијаковац се налази око 20 км источно од Грубишног Поља.

## Становништво
Према попису становништва из 2011. године, насеље Дијаковац је имало 32 становника.
| Националност       | 1991. | 1981. | 1971. | 1961. |
| Срби               | 57    | 73    | 160   | 201   |
| Хрвати             | 44    | 54    | 85    | 111   |
| Југословени        |       | 25    |       |       |
| остали и непознато | 4     | 6     | 3     | 18    |
| Укупно             | 105   | 158   | 248   | 330   |

| Демографија | Демографија | Демографија |
| Година      | Становника  | Становника  |
| ----------- | ----------- | ----------- |
| 1961.       | 330         |             |
| 1971.       | 248         |             |
| 1981.       | 158         |             |
| 1991.       | 105         |             |
| 2001.       | 47          |             |
| 2011.       |             | 32          |